# 표선면
표선면(表善面)은 대한민국 제주특별자치도 서귀포시에 속하는 행정구역이다. 면적은 135.16km2이며, 인구는 2010년 12월 31일을 기준으로 4,532세대, 11,726명이다.

## 개요
제주특별자치도의 동남부, 서귀포시 동부지역에 위치해 있으며, 옛 정의현의 500여년간 도읍지였던 성읍민속마을과 도내에서 가장 넓은 표선백사장이 있다. 또한 옛 제주도의 생활상과 지혜를 엿볼 수 있는 제주민속촌박물관이 있고, 아름다운 가시리 유채꽃길이 있다.
1609년 광해군 원년에 방리제를 실시함에 따라 정의현 중면에 속했다. 1789년 중면을 양분함에 따라 정의현 동중면에 속했다.
일제시대인 1913년 삼군 폐합으로 제주군에 통합되어 제주군 동중면으로 개칭되었다. 1935년 전라남도령으로 동중면을 표선면으로 개칭하고, 면소재지를 성읍리에서 표선리로 이전하였다.
해방 후 1946년 도제시행과 더불어 군제가 실시됨에 따라 남제주군 관하에 속하게 되었다가 2006년 7월 1일 제주특별자치도가 출범하면서, 서귀포시 표선면이 되었다.

## 행정 구역
- 세화리(細花里) 1리, 2리, 3리
- 성읍리(城邑里) 1리, 2리
- 토산리(兎山里) 1리, 2리
- 가시리(加時里)
- 표선리(表善里): 면사무소 소재지
- 하천리(下川里)

## 교육
- 가마초등학교
- 성읍초등학교
- 토산초등학교
- 표선초등학교
- 한마음초등학교
- 표선중학교
- 표선고등학교

## 관광
- 성읍민속마을

옛 제주의 역사와 풍미가 남아 있는 민속마을로 1984년 6월 7일 중요민속자료 제188호로 지정되었으며, 서기 1423년(세종 5년)부터 1914년까지 500년간 정의현청 소재지였다.
- 표선해비치해변
- 제주민속촌박물관
- 제주화석박물관
- 가시리 유채꽃길
- 백약이 오름
- 따라비 오름
- 영주산, 대록산

### 리조트
- 해비치 리조트
- 샤인빌 리조트